# 吉水街道
吉水街道，是中华人民共和国安徽省安庆市望江县下辖的一个乡镇级行政单位。2022年8月，设立吉水街道。将华阳镇新西社区、龙湖社区、吉水社区、牌坊社区、卧冰社区、清泉村划归吉水街道管辖。吉水街道办事处驻新西社区。区划代码为340827002。

## 行政区划
吉水街道下辖以下地区：
新西社区、龙湖社区、吉水社区、牌坊社区、卧冰社区、清泉村。